# Чернышёв, Иван Григорьевич
Граф Ива́н Григо́рьевич Чернышёв (24 ноября 1726 — 26 февраля 1797, Рим) — генерал-фельдмаршал по флоту, фактический глава Адмиралтейств-коллегии в правление Павла Петровича (на протяжении 28 лет, с 1769 года). Владелец дворца на Мойке, Чернышёвой дачи, Аннинского и Юговских медеплавильных заводов.

## Биография
Сын Г. П. Чернышёва (скончался в 1745) и Авдотьи Чернышёвой, одной из метресс императора Петра Великого, заслужившей от него прозвище «Авдотья бой-баба». Брат Захара Чернышёва. Начальное образование он получил в доме родителей, учился в Сухопутном Шляхетском кадетском корпусе. В 1741 году был отправлен с посольством в Данию, куда другой его брат, действительный камергер Пётр Чернышёв, был назначен чрезвычайным посланником. Продолжая дипломатическую службу, младший Чернышёв под присмотром брата закончил своё образование и вместе с ним участвовал в дипломатических миссиях в Пруссии и Англии. Вероятно, под влиянием брата был посвящён в масонство в первой половине 1740-х годов. После женитьбы на родственнице императрицы получил звание камер-юнкера.
После четырнадцатилетнего отсутствия вернулся в Россию, где в 1755 году получил звание камергера. В 1761 году находился в Аугсбурге при чрезвычайном после графе Кейзерлинге, но переговоры с Пруссией не состоялись и Чернышёв был отозван в Санкт-Петербург.
10 апреля 1757 года приобрёл Юговские казённые заводы за 92 493 рублей в рассрочку на 10 лет. Построил более высокие плавильные печи и значительно увеличил объём производства. В 1760-е годы И. Г. Чернышёв незаконно захватил около 500 тыс. пудов медной руды, заготовленной частными промышленниками, что привело к сбоям в поставках руды. В 1770 году из-за финансовых проблем продал заводы, находящиеся в аварийном состоянии, казне.
С восшествием на престол Екатерины II, которая покровительствовала его брату Захару, Иван Чернышёв был произведён в генерал-поручики и перешёл с дипломатической службы на военно-морскую. В марте 1763 года он был назначен членом Адмиралтейств-коллегии и присутствующим в учрежденной Морской комиссии российских флотов. В 1764 году назначен командиром галерного флота.
В начале 1767 года Иван Григорьевич вновь на дипломатическом поприще. Императрица направила его чрезвычайным и полномочным послом в Англию, куда он выехал только в следующем году. В инструкции новому послу говорилось: «Принятые нами правила по содержанию собственных наших интересов в независимости приводят нас в такое положение, что те дворы, которые привыкли господствовать над интересами других областей, наполняются против нас завистью, другие же по натуральному из того резону могут твёрже полагаться на дружбу нашу и союз, тем более что империя наша таких раздробленных и разнообразных интересов как в самой Германии, так и во всей христианской Европе не имеет, каковы интересы других главных держав».

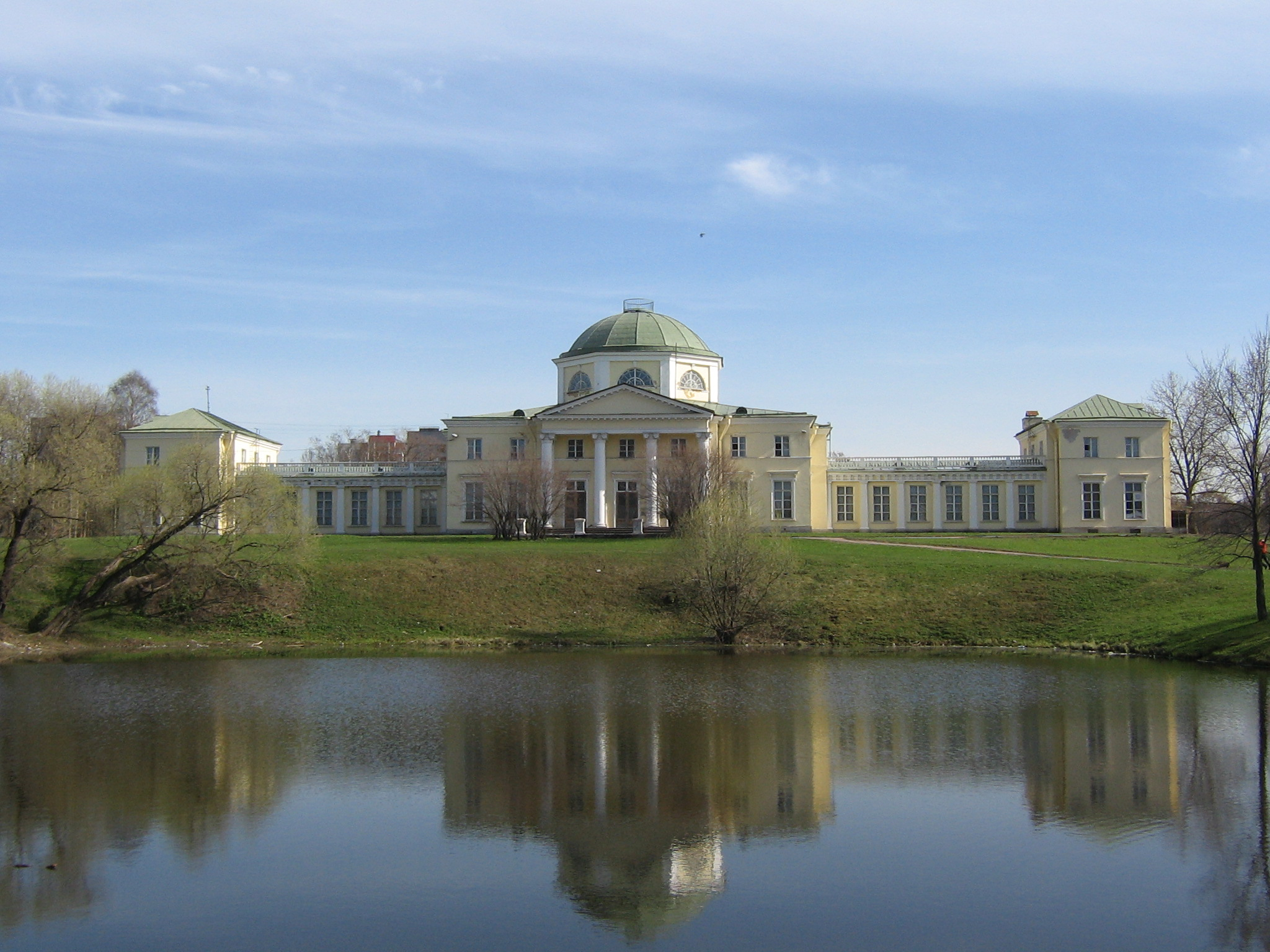
Дача И. Г. Чернышёва на Петергофской дороге

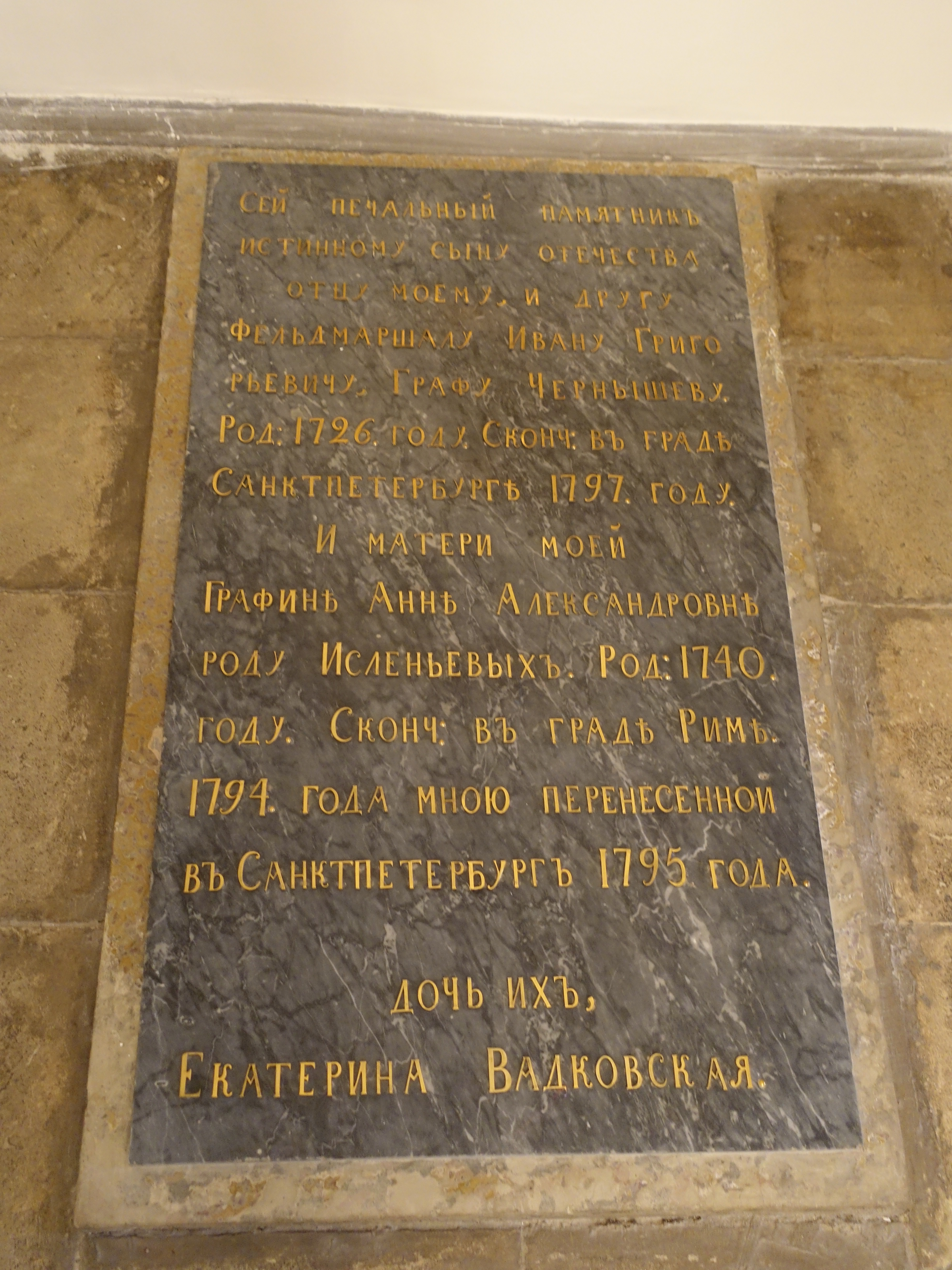
Надгробная плита И. Г. Чернышева в Благовещенской церкви Александро-Невской лавры

В июне 1769 года Екатерина II произвела Чернышёва в полные генералы и назначила вице-президентом Адмиралтейств-коллегии. На этой должности он занимался перевооружением, а фактически восстановлением российского военного флота, пришедшего в запущенное состояние в предыдущие царствования. К началу русско-турецкой войны императрица не без гордости писала Ивану Григорьевичу: «У меня в отменном попечении ныне флот, и я истинно его так употреблю, если Бог велит, как он ещё не был». Находясь затем несколько лет в отпуске на лечении, Чернышёв был вызван в Москву в дни празднования мира с Турцией и 10 июля 1776 года удостоен орденов св. Александра Невского и св. Андрея Первозванного «за многие труды его в приведении флота в доброе состояние».
Входя в узкий круг особо приближенных к императрице лиц, Чернышёв пользовался её особым расположением, что не мешало Екатерине II делать ему частые выговоры и дать прозвище «барин». В день учреждения ордена св. Владимира он был награждён его 1-й степенью. В 1783 году сопровождал Екатерину II во Фридрихсгам на встречу с королём Швеции, а через четыре года — в её путешествии по южным провинциям России и в Крым. 8 сентября 1790 года, в день празднования мира со Швецией в войне, в которой флот сыграл решающую роль, Чернышёв был награждён алмазными знаками ордена св. Андрея Первозванного «за труды в вооружении флотов при управлении Морским департаментом».

Император Павел I, который будучи ещё наследником престола, часто встречался с Иваном Григорьевичем, произвёл его 12 ноября 1796 года в чин генерал-фельдмаршала по флоту «с тем, однакож, чтобы он не был генерал-адмиралом», назначил его президентом Адмиралтейств-коллегии и сенатором. Отправившись на лечение за границу, Чернышёв скончался в Риме после долгой болезни. Его останки были перевезены в Санкт-Петербург и похоронены в церкви Благовещения Александро-Невской лавры. Князь А. Б. Куракин в 1795 году писал:
Сожалею о прекращение умного и любезного Чернышёвых рода. Состояние графа Ивана Григорьевича со времени последнего в Риме с ним приключения таково, что он только что дышит; слабость его столь велика, что не только сюда, ни в Вену и никуда из того места, где он больной лежит, ни перевезти, ни перенести его нельзя. Сын  оставил его и сестру, и едит в Петербург. Вадковская же направляется в Рим для сестры, которую она от умирающего более года отца взять хочет и привезти сюда.

## Семья

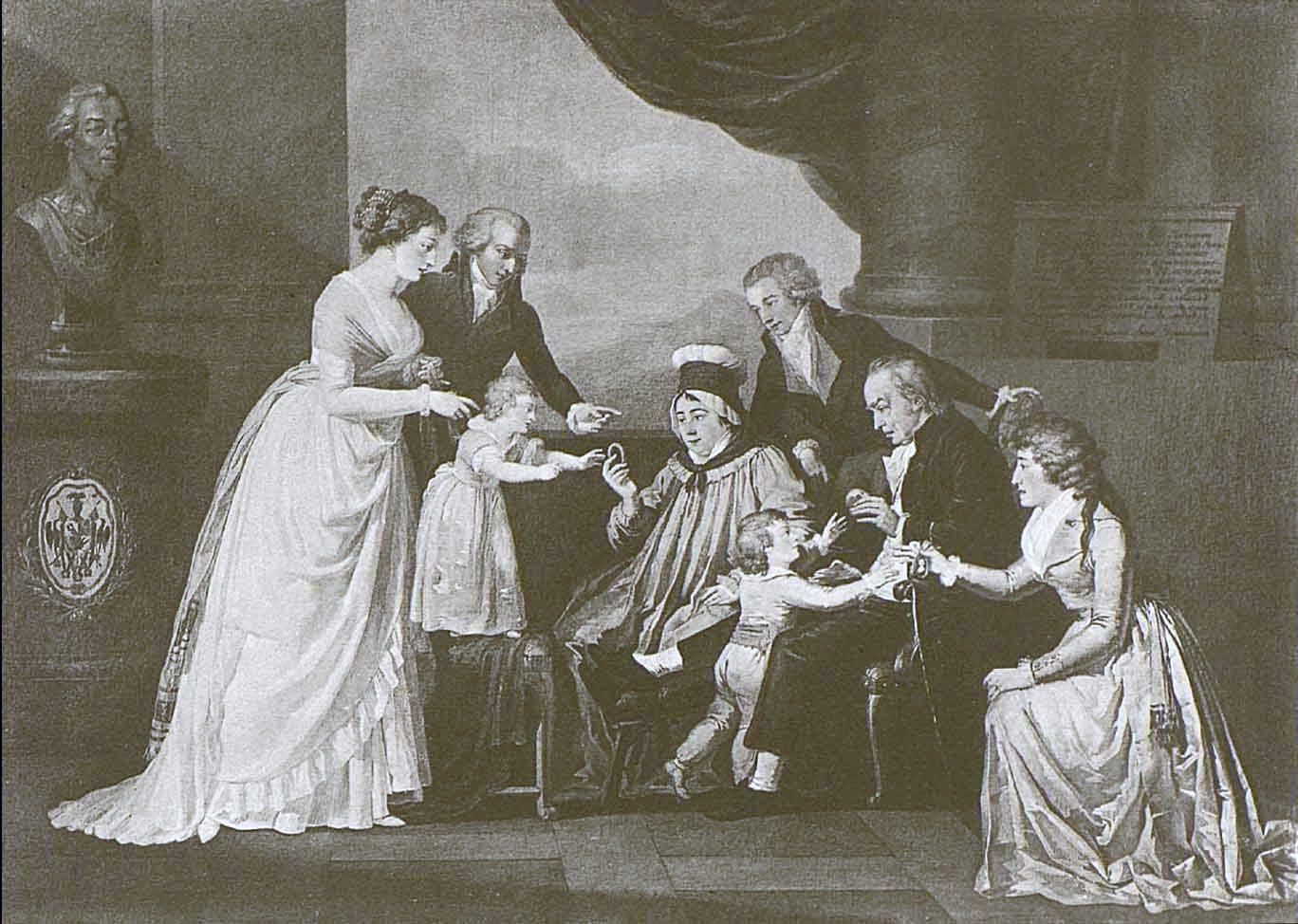
Граф Иван Григорьевич Чернышёв с женой Анной Александровной, ур. Исленевой (1740—1794) в окружении детей и внуков: сын Григорий Иванович и обе дочери — справа Анна Ивановна, в замужестве Плещеева, и слева старшая дочь Екатерина, с мужем Ф. Ф. Вадковским и детьми Иваном и Павлом

Первая жена (с 1749 года) — Елизавета Осиповна Ефимовская (15.04.1734—07.10.1755), фрейлина, единственная дочь двоюродного брата императрицы Елизаветы Петровны.
- Евдокия Ивановна (ум. 29.12.1758)
- Мария Ивановна (1752—02.09.1754[4])
- Иоаким Иванович (17.07.1754[4]— ?), крещен 20 июля 1754 года в церкви Вознесения при восприемстве графа А. И. Ефимовского и сестры Евдокии.

Вторая жена (с 1757 года) — Анна Александровна Исленьева (28.05.1740—07.08.1794), племянница генерал-поручика Александра Загряжского. Дети:
- Григорий Иванович (1762—1831) — масон, действительный тайный советник, обер-шенк. Был женат на фрейлине Елизавете Петровне Квашниной-Самариной (1773—1828), кавалерственная дама ордена св. Екатерины малого креста. Их сын декабрист З. Г. Чернышёв, дочь А. Г. Муравьева.
- Екатерина Ивановна (1766—после 1826) — фрейлина Екатерины II, с 1789 года замужем за Ф. Ф. Вадковским (1756—1806).
- Анна Ивановна (1776—1817) — с 1791 года фрейлина, любимица отца, замужем за А. А. Плещеевым.

Внебрачный сын: Муловский, Григорий Иванович (1757—1789) — капитан бригадирского ранга (14.4.1789).